# 挽坤天縣
挽坤天縣是泰國首都曼谷轄下的50個区之一。

## 概述
挽坤天縣總面積為120.687平方公里。根據泰國官方於2017年所作的人口調查數據顯示：居住於挽坤天縣的總人口數量為182235人。挽坤天縣的人口密度為每平方公里1,509.98人。
挽坤天縣，尤其是它的副縣Tha Kham，是水產養殖中心，主要的養殖物種是蝦。Tha Kam的大部分居民（70% 到 80%）是水產養殖業者，水產養殖區佔據了該副縣的大部分土地。該行業受到海岸侵蝕的威脅：自1952年以來海岸線後退了一公里多。自2009年以來，廢水污染對水產養殖業產生了負面影響，業者收入下降了30至90%。